# Сенаторов, Евгений Иванович
Евгений Иванович Сенаторов (3 декабря 1913 — 10 июня 2005) — механик-водитель танка-тральщика Т-34 253-го инженерно-танкового полка (4-я штурмовая инженерно-сапёрная Духовщинская Краснознамённая ордена Суворова бригада, 5-я армия, 3-й Белорусский фронт) гвардии старший сержант, участник войны с Финляндией 1939—1940 годов и Великой Отечественной войны, кавалер ордена Славы трёх степеней.

## Биография
Родился 3 декабря 1913 года в городе Химки ныне Московской области в семье рабочего. Русский.
В 1926 году окончил 5 классов московской средней школы № 8, учебный профтехкомбинат при московском заводе. Работал наладчиком на арматурном заводе.
В 1935—1938 годах и 1939—1940 годах проходил срочную службу в Красной армии. Участник войны с Финляндией 1939—1940 годов.
В июне 1941 года был вновь призван в армию Химкимским райвоенкоматом. С этого же времени участвовал в боях с захватчиками на Западном фронте. Воевал на танке-амфибии Т-38, несколько раз попадал в окружение, вновь пробивался к своим.
К лету 1943 года старший сержант Сенаторов воевал в рядах 659-го отдельного танкового батальона 256-й отдельной танковой бригады командиром башни танка Т-34. В августе 1943 года в боях Смоленской наступательной операции у деревень Высокая, Хотиловка, Лазки орудием своего танка уничтожил 30 солдат и офицеров противника, 1 противотанковое орудие, разбил 2 дзота. За эти бои получил первую боевую награду- медаль «За отвагу». В одном из следующих боёв экипаж подбил вражеский танк, а сам Сенаторов был тяжело ранен.
После госпиталя был зачислен в 1-й танковый батальон 28-й отдельной гвардейской танковой бригады. Бригада вела оборонительные бои на территории Смоленской области в районе города Рудня, в июне 1944 года приняла участие в операции «Багратион».
Утром 23 июня 1944 года старший механик-водитель танка Т-34 гвардии старший сержант Сенаторов, несмотря на опасность, повёл машину с открытым люком умело проведя боевую машину через заболоченную местность, вышел к реке Лучоса в 17 км южнее Витебска. Его танк первым вышел на переправу и помешал немецким сапёрам взорвать её. Захватив переправу, танкисты атаковали железнодорожную станцию Замосточье. В ходе боя экипаж Сенаторова уничтожил 3 блиндажа, 3 мотоцикла с водителями и свыше 10 солдат и офицеров. Развивая наступление на деревни Есиповщина и Сичаки (в настоящее время не существуют) танкисты освободили большую группу советских граждан, которых немцы угоняли в неволю. На исходе 3-го дня операции возле шоссе Витебск-Полоцк войска 39-й армии встретились с войсками 43-й армии, наступающими с севера, тем самым замкнув кольцо вокруг большой группировки противника.
Приказом по войскам 39-й армии от 26 июня 1944 года гвардии старший сержант Сенаторов Евгений Иванович награждён орденом Славы 3-й степени.
В боях 16-17 июля 1944 года в районе населённого пункта Пранюкай (16 км юго-западнее города Укмерге Вильнюсского уезда, Литва) гвардии старший сержант Сенаторов в составе экипажа Т-34 поразил автомашину с солдатами, тягач с боеприпасами, пушку с расчётом, 2 огневые точки и более 10 гитлеровцев.
Приказом по войскам 39-й армии от 25 августа 1944 года гвардии старший сержант Сенаторов Евгений Иванович награждён орденом Славы 2-й степени.
В одном из следующих боёв на Каунасском направлении был контужен и отправлен в госпиталь. После выздоровления мог остаться в запасном полку инструктором, но добился возвращения на фронт.
Боевой путь продолжил механиком-водителем танка-тральщика Т-34 (оснащённый противоминным тралом ПТ-3) 253-го отдельного инженерно-танкового полка. Участвовал в боях в Восточной Пруссии.
16 октября 1944 года в начале Гумбинненской операции при прорыве обороны противника на участке Боблавка — Шукли провёл танк по минным полям, подорвал до 20 мин, был ранен, но поле боя не оставил. Награждён орденом Красной Звезды. После госпиталя вернулся в свой полк.
С 13 по 16 января 1945 года в период наступательных боёв в Восточной Пруссии, при прорыве обороны противника у населённых пунктов Швиргаллен (ныне — посёлок Заводское Нестеровского района Калининградской области), Уждегген (не существует), Валляйкемен, (ныне посёлок Шолохово, Нестеровский район) гвардии старший сержант Сенаторов отличным вождением боевой машины проделал проходы в минных полях для линейных танков и других подразделений, танком был подорвано 6 мин. Своими действиями обеспечил экипажу уничтожение 4 орудий, 4 пулемётных точек и до 10 гитлеровцев.
Указом Президиума Верховного Совета СССР от 19 апреля 1945 года гвардии старший сержант Сенаторов Евгений Иванович награждён орденом Славы 1-й степени. Стал полным кавалером ордена Славы.
В марте бригада была передана в состав 43-й армии 3-го Белорусского фронта, участвовала в штурме Кёнигсберга (Калининграда). Боевой путь гвардии старший сержант Сенаторов закончил 8 мая на косе Фрише-Нерунг (ныне Балтийская коса).
В 1946 году был демобилизован. Вернулся в родной город. Работал бригадиром на заводе. Участвовал в телепередаче «Солдатские мемуары» Константина Симонова.
Жил в городе Химки. Скончался 10 июня 2005 года.
Старшина в отставке. Награждён орденами Отечественной войны 1-й степени (11.03.1985), Красной Звезды (26.120.1944), Славы 1-й (19.04.1945), 2-й (225.07.1944) и 3-й (26.06.1944) степеней, медалями, в том числе «За отвагу» (31.08.1943).

## Награды
- Орден Отечественной войны I степени (11.03.1985)[4]
- Орден Красной Звезды (26.12.1944)[5];
- Полный кавалер ордена Славы:
  - орден Славы I степени (19.04.1945)[6];
  - орден Славы II степени (25.07.1944)[7];
  - орден Славы III степени (26.06.1944)[8];

- медали, в том числе:
  - «За отвагу» (31.08.1943)[9];
  - «Медаль За взятие Кёнигсберга» (09.06.1945);
  - «В ознаменование 100-летия со дня рождения Владимира Ильича Ленина» (6 апреля 1970)
  - «За победу над Германией» (Указ ПВС СССР от 09.05.1945);

- - «20 лет Победы в Великой Отечественной войне 1941—1945 гг.» (7 мая 1965[10])
  - «30 лет Победы в Великой Отечественной войне 1941—1945 гг.»[11]
  - 40 лет Победы в Великой Отечественной войне 1941—1945 гг.[12]

- - «30 лет Советской Армии и Флота»[13]
  - «40 лет Вооружённых Сил СССР»[14]
  - «50 лет Вооружённых Сил СССР» (26 декабря 1967[15])
- Знак «25 лет победы в Великой Отечественной войне» (1970)

## Память
- На могиле установлен надгробный памятник.
- Его имя увековечено в Главном Храме Вооружённых сил России, и навсегда запечатлено на мемориале «Дорога памяти».